# Calcochloris obtusirostris
Calcochloris obtusirostris is een zoogdier uit de familie van de goudmollen (Chrysochloridae). De wetenschappelijke naam van de soort werd voor het eerst geldig gepubliceerd door Wilhelm Peters in 1851. Het is de enige soort uit het geslacht Calcochloris, nadat er in 2010 twee soorten verplaatst zijn naar het geslacht Huetia.

## Voorkomen
De soort komt voornamelijk voor in centraal en zuidelijk Mozambique, maar komt ook voor in aangrenzende delen van Zimbabwe en Zuid-Afrika (Nationaal park Kruger en KwaZoeloe-Natal).

## Ondersoorten
Deze goudmol heeft de volgende ondersoorten:
- Calcochloris obtusirostris obtusirostris (Peters, 1851) – komt voor in centraal Mozambique, langs de stroomgebieden van de Save-rivier en de Changane-rivier, alsmede in Zimbabwe en de deelstaat Limpopo van Zuid-Afrika.
- Calcochloris obtusirostris chrysillus Thomas & Schwann, 1905 – komt voor van Maputo in Mozambique, zuid tot in noordelijk KwaZoeloe-Natal (Zuid-Afrika).
- Calcochloris obtusirostris limpopoensis (Roberts, 1946) – komt voor in Mozambique, van de monding van de Limpopo-rivier, zuid tot Maputo.